# Rumänische Badmintonmeisterschaft 2019/20
Die Rumänische Badmintonmeisterschaft der Saison 2019/20 fand vom 22. bis zum 24. November 2019 in Timișoara statt.

## Sieger und Finalisten
| Disziplin    | Gold                                                                            | Silber                                      |
| ------------ | ------------------------------------------------------------------------------- | ------------------------------------------- |
| Herreneinzel | Collins Valentine Filimon (CSU UVT Timișoara)                                   | Daniel Cojocaru (CS Știința Bacău)          |
| Dameneinzel  | Florentina Constantinescu (CSU UVT Timișoara)                                   | Ioana Grecea (Sportul Studentesc București) |
| Herrendoppel | Collins Valentine Filimon Florin Posteucă (CSU UVT Timișoara)                   | Vitalie Izbaș Vladimir Leadavschi           |
| Damendoppel  | Florentina Constantinescu Alexandra Milon (CSU UVT Timișoara/CS Știința Bacău)  | Carmen Blănaru Irina Popescu                |
| Mixed        | Robert Ciobotaru Florentina Constantinescu (CS Știința Bacău/CSU UVT Timișoara) | Mihnea Crăciun Luiza Milu                   |